# J. Farrell MacDonald
Joseph Farrell MacDonald (Waterbury, 6 giugno 1875 – Los Angeles, 2 agosto 1952) è stato un attore e regista statunitense.

## Filmografia parziale

### Attore
- The Scarlet Letter, regia di Joseph W. Smiley e George Loane Tucker (1911)
- Barriera di sangue (The Heart of Maryland), regia di Herbert Brenon (1915)
- The Victor of the Plot, regia di Colin Campbell – cortometraggio (1917)
- Preso al laccio (Roped), regia di John Ford (1917)
- Her Heart's Desire, regia di Colin Campbell – cortometraggio (1917)
- Lotta per amore (A Fight for Love), regia di John Ford (1919)
- I cavalieri della vendetta (Riders of Vengeance), regia di John Ford (1919)
- I proscritti di Poker Flat (The Outcasts of Poker Flat), regia di John Ford (1919)
- Uomini segnati (Marked Men), regia di Jack Ford (1919)
- A Sporting Chance, regia di Henry King (1919)
- Bullet Proof, regia di Lynn Reynolds (1920)
- Ostacoli (Hitchin' Posts), regia di Jack Ford (1920)
- Sbaragliare la concorrenza (The Freeze-Out), regia di Jack Ford (1921)
- Un fracco di botte (The Wallop), regia di Jack Ford (1921)
- Azione (Action), regia di Jack Ford (1921)
- Bucking the Line, regia di Carl Harbaugh (1921)
- Sky High, regia di Lynn Reynolds (1922)
- Come on Over, regia di Alfred E. Green (1922)
- The Bachelor Daddy, regia di Alfred E. Green (1922)
- Tracks, regia di Joseph Franz (1922)
- Over the Border, regia di Penrhyn Stanlaws (1922)
- The Bonded Woman, regia di Phil Rosen (1922)
- The Ghost Breaker, regia di Alfred E. Green (1922)
- La corsa al piacere (Manslaughter), regia di Cecil B. DeMille (1922)
- Il giovane Rajah (The Young Rajah), regia di Philip Rosen (1922)
- While Paris Sleeps, regia di Maurice Tourneur (1923)
- Quicksands, regia di Jack Conway (1923)
- Racing Hearts, regia di Paul Powell (1923)
- Drifting, regia di Tod Browning (1923)
- The Age of Desire, regia di Frank Borzage (1923)
- Fashionable Fakers
- Fair Week, regia di Rob Wagner (1924)
- La figlia della tempesta (The Storm Daughter), regia di George Archainbaud (1924)
- La signorina Mezzanotte (Mademoiselle Midnight), regia di Robert Z. Leonard (1924)
- Western Luck
- The Signal Tower, regia di Clarence Brown (1924)
- Il cavallo d'acciaio (The Iron Horse), regia di John Ford (1924)
- Gerald Cranston's Lady
- Those Who Dare
- The Brass Bowl, regia di Jerome Storm (1924)
- Let Women Alone, regia di Paul Powell (1925)
- The Scarlet Honeymoon , regia di Alan Hale (1925)
- La nipote parigina (Lightnin'), regia di John Ford (1925)
- The Lucky Horseshoe, regia di John G. Blystone (1925)
- L'orgoglio del Kentucky (Kentucky Pride), regia di John Ford (1925)
- Grazie! (Thank You), regia di John Ford (1925)
- Cuore di combattente (The Fighting Heart), regia di John Ford (1925)
- The First Year, regia di Frank Borzage (1926)
- The Dixie Merchant, regia di Frank Borzage (1926)
- La corsa a ostacoli di Shamrock (The Shamrock Handicap), regia di John Ford (1926)
- A Trip to Chinatown, regia di Robert P. Kerr (1926)
- The Last Frontier, regia di George B. Seitz (1926)
- I tre furfanti (3 Bad Men), regia di John Ford (1926)
- Aurora (Sunrise), regia di Friedrich Wilhelm Murnau (1927)
- Passione di principe (Paid to Love), regia di Howard Hawks (1927)
- Amanti per burla (The Cradle Snatchers), regia di Howard Hawks (1927)
- Bringing Up Father, regia di Jack Conway (1928)
- Notte di tradimento (In Old Arizona), regia di Irving Cummings e Raoul Walsh (1928)
- None but the Brave, regia di Albert Ray (1928)
- Riley il poliziotto (Riley the Cop), regia di John Ford (1928)
- Masked Emotions, regia di Kenneth Hawks (1929)
- Rosa d'Irlanda (Abie's Irish Rose), regia di Victor Fleming (1929)
- Forzuto (Strong Boy), regia di John Ford (1929)
- La perla di Hawaii (South Sea Rose), regia di Allan Dwan (1929)
- Il sottomarino (Men Without Women), regia di John Ford (1930)
- Temerario nato (Born Reckless), regia di Andrew Bennison e John Ford (1930)
- The Girl of the Golden West, regia di John Francis Dillon (1930)
- The Truth About Youth, regia di William A. Seiter (1930)
- The Millionaire, regia di John G. Adolfi (1931)
- The Easiest Way, regia di Jack Conway (1931)
- The Maltese Falcon, regia di Roy Del Ruth (1931)
- Puro sangue (Sporting Blood), regia di Charles Brabin (1931)
- Naturich la moglie indiana (The Squaw Man), regia di Cecil B. DeMille (1931)
- La trovatella (The Brat), regia di John Ford (1931)
- Under 18, regia di Archie Mayo (1931)
- Discarded Lovers, regia di Fred C. Newmeyer (1932)
- Hotel Continental, regia di Christy Cabanne (1932)
- Uragano express (The Hurricane Express), regia di J.P. McGowan e Armand Schaefer (1932)
- Il tredicesimo invitato (The Thirteenth Guest), regia di Albert Ray
- Il lampo (The Phantom Express), regia di Emory Johnson (1932)
- Umanità (Hearts of Humanity), regia di Christy Cabanne (1932)
- Lo zio in vacanza (The Working Man), regia di John G. Adolfi (1933)
- Once to Every Woman, regia di Lambert Hillyer
- Romance in Manhattan, regia di Stephen Roberts (1935)
- Un angolo di paradiso (Our Little Girl), regia di John S. Robertson (1935)
- Danger Ahead, regia di Albert Herman (1935)
- Miss prima pagina (Front Page Woman), regia di Michael Curtiz (1935)
- Riffraff, regia di J. Walter Ruben (1936)
- La canzone di Magnolia (Show Boat), regia di James Whale (1936)
- La via dell'impossibile (Topper), regia di Norman Z. McLeod (1937)
- County Fair, regia di Howard Bretherton (1937)
- Uomini coraggiosi (The Great Barrier), regia di Geoffrey Barkas e Milton Rosmer (1937)
- My Old Kentucky Home, regia di Lambert Hillyer (1938)
- The Crowd Roars, regia di Richard Thorpe (1938)
- Gang Bullets, regia di Lambert Hillyer (1938)
- The Lone Ranger Rides Again, regia di John English e William Witney (1939)
- Susanna e le giubbe rosse (Susannah of the Mounties), regia di William A. Seiter (1939)
- Armonie di gioventù (They Shall Have Music), regia di Archie Mayo (1939)
- Untamed, regia di George Archainbaud (1940)
- La belva umana (Dark Command), regia di Raoul Walsh (1940)
- A mezzanotte corre il terrore (Bowery at Midnight), regia di Wallace Fox (1942)
- Il cavaliere della vendetta (Wild Bill Hickok Rides), regia di Ray Enright (1942)
- L'uomo scimmia (The Ape Man), regia di William Beaudine (1943)
- I misteri della jungla (Tiger Fangs), regia di Sam Newfield (1943)
- The Great Moment, regia di Preston Sturges (1944)
- Nelle tenebre della metropoli (Hangover Square), regia di John Brahm (1945)
- Onde insanguinate (Johnny Angel), regia di Edwin L. Marin (1945)
- La mischia dei forti (Joe Palooka, Champ), regia di Reginald Le Borg (1946)
- Sfida infernale (My Darling Clementine), regia di John Ford (1946)
- La vita è meravigliosa (It's a Wonderful Life), regia di Frank Capra (1947)
- Sabbia (Sand), regia di Louis King (1949)
- Bill sei grande! (When Willie Comes Marching Home), regia di John Ford (1950)
- Superman and the Mole-Men, regia di Lee Sholem (1951)
- Fuga d'amore (Elopement), regia di Henry Koster (1951)

### Regista
- The Worth of a Man – cortometraggio (1912)
- Who Wears Them?
- Where Paths Meet – cortometraggio (1912)
- The Chef's Downfall
- On Burning Sands
- Forgotten Women – cortometraggio (1913)
- A Florentine Tragedy – cortometraggio (1913)
- La rosa e la torre (The Dread Inheritance) – cortometraggio (1913)
- Rory o' the Bogs (1913)
- The Man Who Lied
- Children of Destiny – cortometraggio (1914)
- Bill Tell, Pawnbroker
- Samson (1914)
- The Patchwork Girl of Oz (1914)
- The Magic Cloak of Oz (1914)
- Il mago di Oz (His Majesty, the Scarecrow of Oz) (1914)
- Blacksmith Ben (1914)
- The Last Egyptian (1914)
- And She Never Knew (1914)
- The Bond Sinister (1914)
- Lorna Doone (1915)
- The Black Sheep (1915)
- The Wives of Men
- The Smuggler's Ward
- A Daughter of Earth (1915)
- Reapers of the Whirlwind (1915)
- The Law of Love (1915)
- Ashes of Inspiration (1915)
- His Wife's Story (1915)
- His Hand and Seal (1915)
- The Laurel of Tears (1915)
- The Chief Inspector
- A Woman Without a Soul
- The Tides of Retribution (1915)
- Lonesome Luke, Social Gangster (1915)
- Stronger Than Woman's Will
- The Iron Will
- The Guilt of Stephen Eldridge
- The Mystery of Orcival (1916)
- Over the Fence (1917)

## Doppiatori italiani
- Mario Besesti in Armonie di gioventù